# Colby Simmons
Colby Simmons (Durango, 16 oktober 2003) is een Amerikaans wielrenner. Zijn oudere broer Quinn is ook wielrenner.

## Carrière
Als eerstejaars belofte, in 2022, werd Simmons opgenomen in de opleidingsploeg van Jumbo-Visma. Hij nam dat jaar deel aan onder meer de Ronde van Bretagne en de Ronde van de Elzas. In het voorjaar van zijn tweede seizoen bij de ploeg werd hij twaalfde in de Olympia's Tour en, namens de hoofdmacht, zeventiende in de Volta Limburg Classic.
Eind maart 2025 maakte Simmons de overstap van de opleidingsploeg, waar hij slechts drie maanden voor uitkwam, naar de hoofdmacht van EF Education-EasyPost. Diezelfde week maakte hij in de Ronde van Vlaanderen zijn debuut in de WorldTour.

## Overwinningen
2021
 Amerikaans kampioen op de weg, junioren
3e etappe Grand Prix Rüebliland
2023
Puntenklassement Ronde van de Elzas
Jongerenklassement Ronde van Slowakije
2024
Jongerenklassement Ronde van de Elzas

## Resultaten in voornaamste wedstrijden
|      | \| Jaar \| Ronde van Vlaanderen \| Parijs-Roubaix \| \| ---- \| -------------------- \| -------------- \| \| 2025 \| 94e \| 108e \| |                |
| Jaar | Ronde van Vlaanderen | Parijs-Roubaix |
| 2025 | 94e | 108e           |

## Ploegen
- 2022 –  Jumbo-Visma Development Team
- 2023 –  Jumbo-Visma Development Team
- 2024 –  Team Visma | Lease a Bike Development
- 2025 –  EF Education-Aevolo (tot 30 maart)
- 2025 –  EF Education-EasyPost (vanaf 31 maart)